# 迭戈·索萨
迭戈·德·索萨·安德拉德（葡萄牙語：Diego de Souza Andrade，1985年6月17日—），简称迭戈·索萨，是一名巴西足球运动员，司职进攻中场及前鋒，现效力于巴西甲組聯賽球队聖保羅。

## 俱乐部生涯

### 早期
2003年，迭戈·索萨在巴西足球甲级联赛球队弗鲁米嫩塞开始职业足球生涯。他在巴甲联赛表现出色，很快就得到欧洲球队的注意。2005年，葡萄牙足球超级联赛豪门本菲卡签入迭戈·索萨，并立即将他租借到弗拉门戈一年。2006/07赛季，他回到本菲卡，但并没有在球队立足，仅在2006年9月19日的一场葡超比赛中进入球队的比赛名单，但没有出场。2007年初，他被租借回巴甲联赛格雷米奥。他迅速成为球队主力并帮助球队进入2007年南美解放者杯决赛，但最终格雷米奥两回合0比5不敌仅获得亚军。

### 帕尔梅拉斯
2008年，迭戈·索萨以375万欧元的价格转会加盟帕尔梅拉斯， 他和球队签订一份2011年12月到期的合同。  同时，作为协议的一部分，帕尔梅拉斯将他和兰尼的经济权利转让给巴西体育共有，分别获得了132万和150万雷亚尔 这两名球员是巴西体育提供帕尔梅拉斯4000万雷亚尔签入的，因此帕尔梅拉斯仅拥有迭戈·索萨10-20%的所有权。
他在帕尔梅拉斯效力两个半赛季。2009年11月29日，他在对阵米内罗竞技的比赛中射进一个中场吊射。2009赛季，他帮助球队在联赛积分榜一路领先，但在最后一轮痛失联赛冠军。在巴西足球协会和巴西环球电视台组织的2009赛季巴西联赛最佳球员评选中，虽然在球迷投票输给达里奥·孔卡，但在官方评选中还是当选为最佳球员。

### 米内罗竞技
2010年6月30日，米内罗竞技宣布和迭戈·索萨签约。 米内罗竞技以660万雷亚尔的代价获得迭戈·索萨70%的所有权，而巴西体育则保留球员30%的所有权。

### 瓦斯科达伽马
2011年，迭戈·索萨以120万美元的身价加盟瓦斯科达伽马。3月20日，他在瓦斯科达伽马对阵的比赛首次出场，并在比赛中射进一球，帮助球队2比0击败对手。6月8日，他跟随球队一起获得巴西杯冠军。之后虽然一度因为状态不佳而沦为替补，但之后又恢复神勇表现，帮助瓦斯科达伽马获得联赛亚军。

### 伊蒂哈德
2012年7月10日，沙特阿拉伯足球联赛球队伊蒂哈德宣布和迭戈·索萨签约3年。

### 哈尔科夫冶金
2013年夏季，迭戈·索萨转会到乌克兰足球超级联赛球队哈尔科夫冶金。

## 国家队生涯
2001年，迭戈·索萨代表巴西U-17国家队在秘鲁举行的的2001年南美洲U17足球锦标赛中夺冠。在2005年世青赛中，他代表巴西U-20出场2次。2008年，他曾经入选巴西U-23国家队，但最终没有入选参加2008年北京奥运会的名单。
2009年10月11日，迭戈·索萨在巴西国家队和玻利维亚的比赛中首次代表成年国家队出场。

## 荣誉

### 俱乐部
弗鲁米嫩塞
- 里约州足球甲级联赛：2005

弗拉门戈
- 巴西杯：2006

格雷米奥
- 南里奥格兰德州足球甲级联赛：2007

帕尔梅拉斯
- 圣保罗州足球甲级联赛：2008

瓦斯科达伽马
- 巴西杯：2011

累西腓體育
- 巴西伯南布哥州聯賽: 2017

### 國際賽事
- 南美超級經典盃(Superclásico de las Américas)：2011

### 个人
- 巴西足球甲级联赛最佳阵容：2008，2009，2011
- 巴西足球甲级联赛最佳球员：2009
- 巴西足球甲级联赛神射手：2016(14球和另外兩位共同並列)